# Quinta do Laranjal

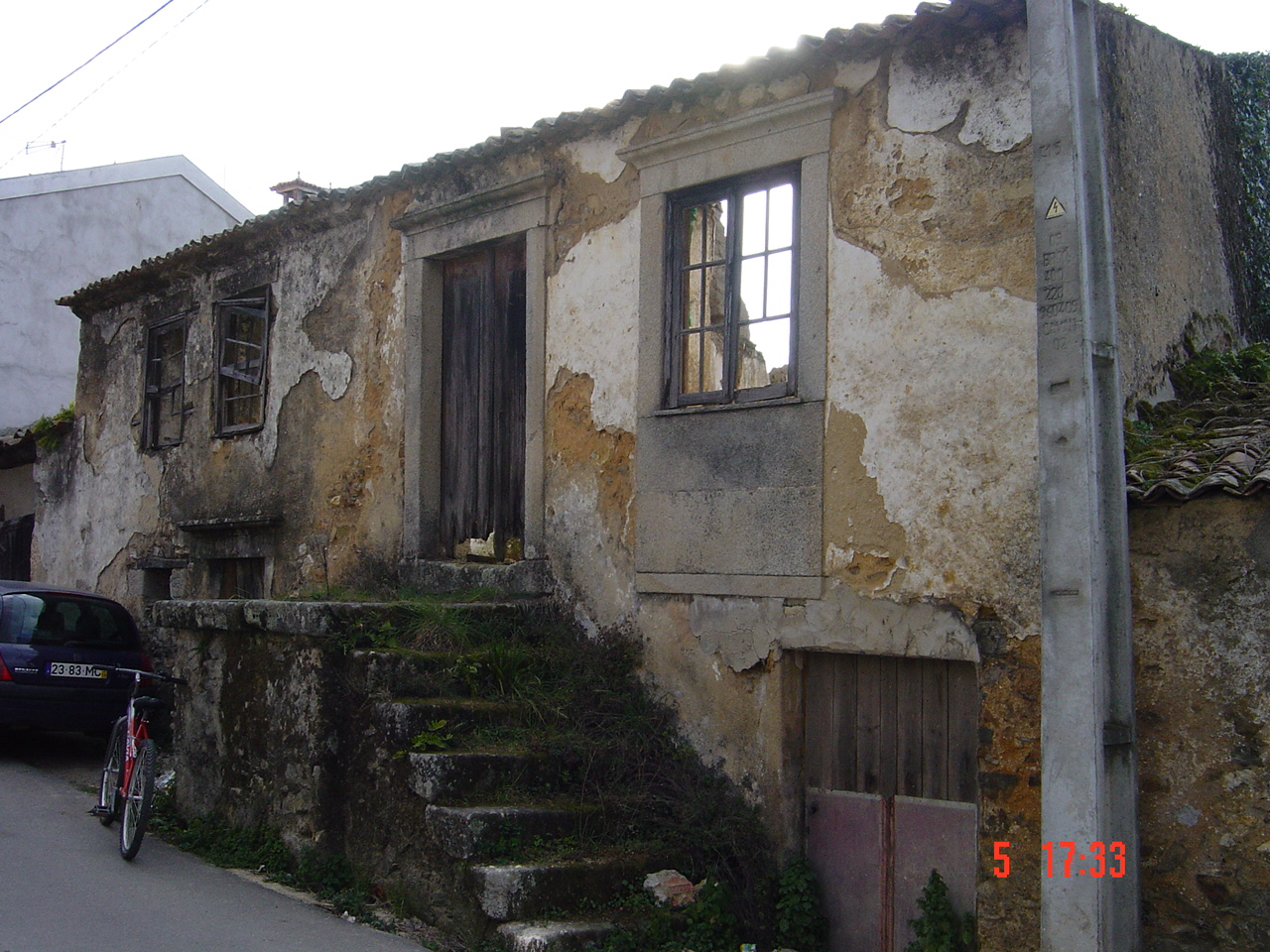
Casa de José Pereira Simões.

A Quinta do Laranjal ou Quinta do Capitão-Mor situa-se em Arrancada do Vouga. A quinta pertencia, como ainda pertence, na sua maior parte, à família do Capitão-mor do Vouga, José Pereira Simões. Tinha como limite Este, o local do Sobreiro. A maior parte de Arrancada do Vouga, Valongo do Vouga, Lamas do Vouga e Macinhata do Vouga (campos do Vouga) pertencia a esta família (toda a fiada de casas e quintas nas traseiras, na rua principal, desde a entrada para a estrada da Veiga até ao ribeiro que vem do vale das Cubas, a caminho do carreiro dos Vidais).